# 高草回族乡
高草回族乡，是中华人民共和国四川省凉山彝族自治州西昌市下辖的一个乡镇级行政单位。

## 行政区划
高草回族乡下辖以下地区：
中河村、高草村、城堡村、大庄村、庄堡村、金竹村和谌堡村。